# 東院站
東院站（：／ Dongwon yeok */?）是釜山地鐵2號線沿線的一座地下車站，位於韓國釜山廣域市北區金谷洞。

## 車站結構
站體為2面2線側式月台的地下車站，候車月台設有月台幕門，可通過車站川堂轉乘對向列車，並有2處出口。
往萇山站方向月台位於地下，往梁山站方向月台則位於地面。

### 月台配置
| 栗里 ↑ |
| \| 上  |
| ↓ 金谷 |

| 月台 | 路線               | 目的地                                   |
| ---- | ------------------ | ---------------------------------------- |
| 上行 | ●釜山都市铁道2号线 | 德川、西面、金蓮山、萇山方向             |
| 下行 | ●釜山都市铁道2号线 | 湖浦、釜山大學梁山分校、南梁山、梁山方向 |

## 歷史
- 1999年6月30日：落成啟用。

## 車站周邊
- 釜山地方調達廳（朝鲜语：부산지방조달청）
- 金谷中學
- 金谷綜合社會福祉館

## 相鄰車站
釜山交通公社
●釜山都市铁道2号线
栗里（236）－東院（237）－金谷（238）